# Tyrannochthonius hoffi
Espèce
Tyrannochthonius hoffi est une espèce de pseudoscorpions de la famille des Chthoniidae.

## Distribution
Cette espèce est endémique de Jamaïque. Elle se rencontre dans la grotte Carambie Cave.

## Étymologie
Cette espèce est nommée en l'honneur de Clarence Clayton Hoff.

## Publication originale
- Muchmore, 1991 : Pseudoscorpiones from Florida and the Caribbean area. 14. New species of Tyrannochthonius and Lagynochthonius from caves in Jamaica, with discussion of the genera (Chthoniidae). Florida Entomologist, vol. 74, no 1, p. 110-121.